# Eulasia praeusta
Eulasia praeusta es una especie de coleóptero de la familia Glaphyridae.

## Distribución geográfica
Habita en Irán, Azerbaiyán y Turquía.